# スニ
スニ (suni) は、ウシ科の1種のアンテロープである。スーニとも。別名はジャコウアンテロープ（麝香アンテロープ）。
東南アフリカの灌木林に住む。
肩高は 30–43 cm、体重は 4.5–5.4 kg の、小型の種である。雄は 8–13 cm の角を持つ。